# Tito Manlio Torquato (console 235 a.C.)
Tito Manlio Torquato (... – 202 a.C.) è stato un politico romano, fu console romano nel 235 a.C. e nel 224 a.C., censore nel 231 a.C. e dittatore nel 208 a.C.

## Biografia
Era un patrizio romano appartenente alla Gens Manlia.
Durante il suo primo consolato del 235 a.C., sottomise la Sardegna, che era stata conquistata da poco dai Cartaginesi. Il suo consolato viene anche ricordato perché il tempio di Giano fu chiuso per la seconda volta nella storia romana (la prima volta avvenne durante il regno di Numa Pompilio quasi cinque secoli prima).
Nel 231 a.C. fu eletto censore assieme a Quinto Fulvio Flacco, ma si dovette dimettere a causa degli auspici sfavorevoli.
Nel 224 a.C., console per la seconda volta, condusse con successo la guerra contro i Galli nel nord d'Italia a lato dell'altro console Quinto Fulvio Flacco. Furono i primi generali romani a passare il Po. Nel 216 a.C. si oppose al riscatto dei Romani presi prigionieri nella battaglia di Canne; e nel 215 a.C. fu inviato in Sardegna con una nuova legione, dove debellò una rivolta capeggiata da Ampsicora, favorita dai cartaginesi desiderosi di rimpossessarsi dell'isola.
Nel 212 a.C. fu anche candidato a pontefice massimo, ma non ottenne la carica. Verso la fine del 211 a.C., il console in carica Gneo Fulvio Centumalo Massimo fu richiamato a Roma per tenere i comizi centuriati ed eleggere i nuovi consoli per il 210 a.C.. La centuria Voturia dei più giovani, votò per prima ed elesse consoli Manlio Torquato e T. Otacilio, che era assente. La folla si raccolse intorno a Manlio per congratularsi con lui, poiché non c'era alcun dubbio sul consenso del popolo e delle restanti centurie, ma Manlio s'avviò alla tribuna del console e, fra l'attenzione di tutti, rifiutò il consolato, adducendo come scusa una malattia di occhi. Chiese, pertanto, che la centuria Voturia dei più giovani ripetesse la votazione e scegliesse dei consoli adeguati all'incarico, ricordando loro che in Italia vi era una guerra contro il temibile generale cartaginese, Annibale, che pochi mesi prima era giunto quasi ad assalire le mura di Roma.
Nel 208 a.C. morirono in carica i due consoli Marco Claudio Marcello e Tito Quinzio Crispino; quest'ultimo prima di morire nominò Manlio dittatore con lo scopo di tenere i comizi e di presiedere ai giochi indetti dal pretore Marco Emilio Regillo nove anni prima.
Morì nel 202 a.C.